# Tyler Chatwood
Tyler Cole Chatwood (ur. 16 grudnia 1989) – amerykański baseballista występujący na pozycji miotacza w Chicago Cubs.

## Przebieg kariery
Po ukończeniu szkoły średniej, w czerwcu 2008 został wybrany w drugiej rundzie draftu przez Los Angeles Angels of Anaheim i początkowo występował w klubach farmerskich tego zespołu, między innymi w Salt Lake Bees, reprezentującym poziom Triple-A. W Major League Baseball zadebiutował 11 kwietnia 2011 w meczu przeciwko Cleveland Indians, w którym rozegrał 5 zmian, zaliczył 3 strikeouty, oddał 4 uderzenia, 4 runy, 4 bazy za darmo i zanotował porażkę. Pierwsze zwycięstwo odniósł pięć dni później, w swoim drugim starcie, w meczu z Chicago White Sox.
W listopadzie 2011 przeszedł do Colorado Rockies za łapacza Chrisa Iannettę. W lipcu 2014 z powodu kontuzji łokcia zmuszony był przejść operację Tommy’ego Johna, co wykluczyło go z gry w MLB do końca sezonu 2015. W styczniu 2015 podpisał nowy, dwuletni kontrakt.
W grudniu 2017 podpisał trzyletni kontrakt z Chicago Cubs.